# 門多塔湖
門多塔湖（英文：Lake Mendota）是美國麥迪遜市四个湖泊中最北端和最大的一个。門多塔湖與莫诺纳湖被地峽分開。该湖北面、东面和南面与麦迪逊接壤，西面与米德尔顿接壤，西南面与肖尔伍德山接壤，东北面与Maple Bluff接壤，西北面与Westport接壤。门多塔湖在1849年根据一位名叫弗兰克·哈德森（Frank Hudson）的测量员的提议获得了现在的名字。門多塔湖是美國被研究得最多的湖，面積39.4平方公里，最深處為25米。

## 历史
门多塔湖起源于大约15,000年前的威斯康星州冰川运动。覆盖麦迪逊湖四个湖泊的冰川厚度超过300米，冰川在大约14000年前开始向西北方向移动，留下的水最终填满了门多塔湖现在的湖床，形成了从门多塔湖北部一直延伸到斯托顿镇的一个大湖。这个湖存在了约1000年，但水位下降导致这个大湖在大约1万年前分离成现在的四个麦迪逊湖，并在这之间留下了许多浅水沼泽。
根据十九世纪初欧洲定居者的报告，门多塔湖曾经有白色的沙滩和清澈的水。但在美国定居者开始在麦迪逊居住后，门多塔湖的物理特征开始迅速改变。这主要是因为建于1849年的特尼水闸，用于调节通过麦迪逊地峡的航运，导致门多塔湖的水位上升120厘米（4英尺），淹没了海滩。此外，由于十九世纪末威斯康星州乳品业的发展，门多塔湖多次被附近农场的径流淹没，导致湖床变成暗黑色，即草原土壤的颜色。由此产生的氮和磷浓度的飙升使门多塔湖变成了一个富营养化的湖。门多塔湖富营养化程度如此之高，以至于1882年，年轻的动物学家、威斯康星大学麦迪逊分校未来的校长Edward Asahel Birge与他的合作者Chancey Juday一起记录了门多塔湖第一次已知的有毒蓝藻水华，标志着对门多塔湖的长期研究迈出了第一步。